# Ричард Бах
Вижте пояснителната страница за други личности с името Бах.
Ричард Бах (собственото име на английски, фамилията на немски: Richard Bach) е американски писател на научна фантастика. Роден е в Оук Парк, щата Илинойс, САЩ. През 1959 г. завършва Калифорнийския университет в Лонг Бийч. В армията служи в авиационните части. След армията работи като пилот каскадьор и конструктор. Сътрудничи като журналист в сп. „Флаинг“. Публикувал е популяризаторските книги за авиация –„Чужденец на земята“, „Биплан“ и „Нищо случайно“.
След като през 1970 година „Джонатан Ливингстън Чайката“ му донася голяма популярност в САЩ и Европа, издава книгите „Дарът на крилата“, „Илюзии“, „Няма толкова далечно място“. Втората му съпруга актрисата Лесли Периш, която среща през 1973 г., по-късно е траен съавтор на Ричард Бах (романите „Мост през вечността“ и „Едно“).
Следващата му книга „Бягство от сигурността“ излиза през 1995 година. А през 2008 г. излиза от печат и последната – „Живот под хипноза“.